# Louis van Gaal
Aloysius Paulus Maria van Gaal, conegut com a Louis van Gaal, (Amsterdam, 8 d'agost de 1951) és un exfutbolista i exentrenador de futbol neerlandès. Com a futbolista va destacar en els anys 70 en diversos equips de la primera divisió neerlandesa (Ajax d'Amsterdam, Stormvogels Telstar i Sparta Rotterdam) i belga (Royal Antwerp FC). Tanmateix ha estat d'entrenador quan ha aconseguit major reconeixement al món del futbol, gràcies als seus èxits amb l'Ajax d'Amsterdam i amb el FC Barcelona en els anys 90. Ha estat el seleccionador nacional dels Països Baixos en dues etapes diferents. El 2017, a 65 anys, va anunciar la seva jubilació definitiva.

## Carrera esportiva
Com a entrenador es caracteritza per fer uns plantejaments tàctics molt ofensius. Sol jugar amb dos extrems i intenta que els seus equips sempre tinguin la possessió de la pilota i portin la iniciativa del joc. De Van Gaal també en destaca el seu fort caràcter i personalitat, que si bé li ha servit per dotar els seus equips d'un fort caràcter guanyador, també li ha costat nombroses crítiques i problemes, tant amb dirigents com futbolistes, mitjans de comunicació i aficionats, que el critiquen per ser massa estricte, inflexible i agre. La premsa també contribuïa molt a donar una imatge d'una persona amb cara de pomes agres, si bé la gent que l'ha conegut sempre ha parlat d'ell com algú pròxim i comprensiu. Una frase molt famosa de Van Gaal és "tu interpretación siempre negativa, nunca positiva" (literalment: la teva interpretació sempre negativa, mai positiva, pronunciada la "v" com en neerlandès) on li recriminava a un periodista que sempre mostrés les coses dolentes del club i mai aquelles positives. Mostra de la dura relació de Van Gaal amb la premsa és que el mateix entrenador els va felicitar a la seva roda de premsa de comiat, fent-los, implícitament, responsables d'aquest.
Durant la seva estada a Can Barça es va protagonitzar un fet curiós amb què Van Gaal tenia una fòbia al Piojo López, davanter del València CF en el qual es deia que més que el Piojo li tingués la mesura feta a l'equip, la tenia a Van Gaal. Durant la seva primera etapa blaugrana, l'equip de Van Gaal va perdre nombroses vegades contra l'equip valencianista, on el Piojo López sempre marcava, arribant a assolir algun Hat-trick.
Altre tret de Van Gaal va ser la seua preferència per jugadors neerlandesos, i va portar molts dels seus compatriotes neerlandesos que també havien estat a seus ordres a l'Ajax. Patrick Kluivert va ser possiblement el més ben explotat, encara que d'altres també van rendir bé, de fet es van guanyar 2 Lligues i 1 Copa i només van aconseguir parar Van Gaal amb la seva filosofia 2 equips espanyols en la temporada 1999-2000, el València CF en semifinals de la Lliga de Campions i el Deportivo de la Corunya guanyant-li la Lliga. Això va provocar el cessament de Van Gaal per l'enorme pressió que va fer la premsa, i finalment va marxar del club.
L'any 2003 tornà a l'Ajax d'Amsterdam com a assessor, si bé una disputa per motius tàctics amb l'entrenador de l'equip, Ronald Koeman, precipità la seva marxa del club d'Amsterdam i el seu retorn a les banquetes l'any 2005 amb el modest AZ Alkmaar, al qual feu campió de Lliga la temporada 2008/09. Tot plegat feu que els grans equips europeus tornessin a fixar-se en ell. El Bayern München el va fitxar l'1 de juliol de 2009 de substitut de l'entrenador interí Jupp Heynckes. Després d'un mal començament, va aconseguir que l'equip guanyés la Bundeslliga, la Copa d'Alemanya i fos finalista de la Lliga de Campions (que va perdre contra l'Inter de Milà per 0 a 2). El 9 d'abril de 2011, fou destituït després d'empatar contra el FC Nürnberg.
El 6 de juliol de 2012, Louis van Gaal va esdevenir l'entrenador de la selecció neerlandesa, amb la qual va fer un bon paper a la Copa del Món de Futbol de 2014 al Brasil, on quedaren tercers.
El juliol de 2014, s'anuncià el seu fitxatge pel Manchester United FC, amb l'objectiu de retornar l'històric club anglès als llocs de privilegi del futbol europeu. El maig de 2016, en fou acomiadat, després de no haver aconseguit amb l'equip cap títol important. Pocs dies després, el Manchester anuncià el fitxatge del seu substituït, José Mourinho.

## Trajectòria d'entrenador
- AZ Alkmaar: 1 temporada, entre 1986 i 1987.
- Ajax d'Amsterdam: 6 temporades, entre 1991 i 1997.
- FC Barcelona: 3 temporades, entre 1997 i 2000.
- Selecció dels Països Baixos: 1 temporada, entre 2000 i 2001.
- FC Barcelona: 1 temporada, entre 2002 i 2003.
- Ajax d'Amsterdam: Director Tècnic 1 temporada, entre 2003 i 2004.
- AZ Alkmaar: 4 temporades, entre 2005 i 2008
- Bayern München: 2 temporades, entre el 2009 i 2011.
- Selecció dels Països Baixos: 2 temporades, entre el 2012 i 2014.
- Manchester United FC: 2 temporades, entre el 2014 i 2016.

## Títols d'entrenador

### Títols europeus
- 1 Copa Intercontinental, el 1995, amb l'Ajax d'Amsterdam.
- 1 Copa d'Europa, el 1995, amb l'Ajax d'Amsterdam.
- 1 Copa de la UEFA, el 1992, amb l'Ajax d'Amsterdam.
- 2 Supercopa d'Europa:
  - La de 1995, amb l'Ajax d'Amsterdam.
  - La de 1997, amb el FC Barcelona.

### Títols als Països Baixos
- 4 Lliga neerlandesa de futbol: el 1994, 1995 i 1996, amb l'Ajax d'Amsterdam, i 2009, amb l'AZ Alkmaar
- 1 Copa neerlandesa de futbol: el 1993, amb l'Ajax d'Amsterdam.
- 4 Supercopa neerlandesa de futbol: el 1994, 1995, 1996 i 1997, amb l'Ajax d'Amsterdam.

### Títols a Espanya
- 2 Lliga espanyola de futbol: el 1998 i el 1999, amb el FC Barcelona.
- 1 Copa del Rei: el 1998, amb el FC Barcelona.

### Títols a Alemanya
- 1 Lliga alemanya de futbol: el 2009, amb el Bayern de Múnic.
- 1 Copa alemanya de futbol: el 2009, amb el Bayern de Múnic.
- 1 Supercopa alemanya de futbol: el 2010, amb el Bayern de Múnic.